# Chloeres dyakaria
Chloeres dyakaria là một loài bướm đêm trong họ Geometridae.